# 佩列布多瓦
51°0′24″N 32°3′49″E / 51.00667°N 32.06361°E
佩列布多瓦（烏克蘭語：Перебудова），是烏克蘭北部的村莊，隸屬切爾尼希夫州的尼任區。該村始建於1918年，面積35.6平方公里，海拔高度125米，2001年人口438，人口密度每平方公里256.3人。